# بيراتناغار
بيراتناغار هي مدينة كبيرة، في نيبال، تتبع Morang District ‏، بلغ عدد سكانها 201,125 نسمة، تبلغ مساحتها 58,480,000 متر مربع (58.48 كـم2).

## المناخ
يظهر الجدول التالي التغييرات المناخية على مدار السنة لبيراتناغار:
| الشهر                                                   | يناير       | فبراير      | مارس        | أبريل       | مايو         | يونيو         | يوليو         | أغسطس         | سبتمبر        | أكتوبر      | نوفمبر      | ديسمبر      | المعدل السنوي   |
| ------------------------------------------------------- | ----------- | ----------- | ----------- | ----------- | ------------ | ------------- | ------------- | ------------- | ------------- | ----------- | ----------- | ----------- | --------------- |
| متوسط درجة الحرارة الكبرى °م (°ف)                       | 22.7 (72.9) | 26.1 (79.0) | 30.9 (87.6) | 33.9 (93.0) | 33.3 (91.9)  | 32.9 (91.2)   | 32.1 (89.8)   | 32.5 (90.5)   | 32.1 (89.8)   | 31.6 (88.9) | 29.3 (84.7) | 25.4 (77.7) | 30.2 (86.4)     |
| المتوسط اليومي °م (°ف)                                  | 15.8 (60.4) | 18.6 (65.5) | 23.3 (73.9) | 27.1 (80.8) | 28.3 (82.9)  | 29.0 (84.2)   | 28.8 (83.8)   | 29.2 (84.6)   | 28.4 (83.1)   | 26.4 (79.5) | 22.3 (72.1) | 18.0 (64.4) | 24.6 (76.3)     |
| متوسط درجة الحرارة الصغرى °م (°ف)                       | 9.0 (48.2)  | 11.1 (52.0) | 15.6 (60.1) | 20.4 (68.7) | 23.3 (73.9)  | 25.2 (77.4)   | 25.6 (78.1)   | 25.8 (78.4)   | 24.7 (76.5)   | 21.1 (70.0) | 15.3 (59.5) | 10.5 (50.9) | 19.0 (66.2)     |
| الهطول مم (إنش)                                         | 11.7 (0.46) | 13.2 (0.52) | 13.2 (0.52) | 53.1 (2.09) | 186.0 (7.32) | 302.4 (11.91) | 530.8 (20.90) | 378.3 (14.89) | 298.8 (11.76) | 91.8 (3.61) | 5.9 (0.23)  | 6.6 (0.26)  | 1٬891٫8 (74.47) |
| المصدر: Department of Hydrology and Meteorology (Nepal) |             |             |             |             |              |               |               |               |               |             |             |             |                 |

## مدن توأم
المدن التوأم:
- كولومبو.

## أعلام
- سوشيل كويرالا